# Trần Văn Hương

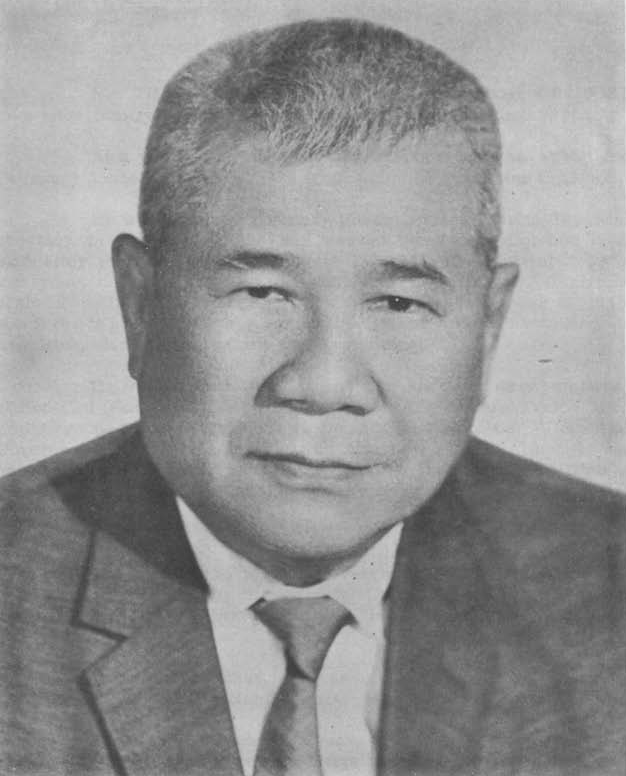
Trần Văn Hương

Trần Văn Hương (陳文香, ur. 1902, zm. 1982) – polityk południowowietnamski. Burmistrz Sajgonu, dwukrotnie premier, następnie wiceprezydent Wietnamu Południowego. Prezydent państwa w dniach 21 - 28 kwietnia 1975. Władzę przejął po ucieczce prezydenta Nguyễn Văn Thiệu'a, który opuszczając kraj powierzył mu misję doprowadzenia do zawieszenia broni z północą. Po tygodniu sprawowania urzędu zrezygnował, przekazując władzę Dương Văn Minhowi.